# سرقت بزرگ قطار
سرقت بزرگ قطار (انگلیسی: The Great Train Robbery) یک فیلم صامت در سبک سرقت و وسترن به کارگردانی ادوین اس پورتر است که در سال ۱۹۰۳ منتشر شد. از بازیگران آن می‌توان به برانکو بیلی اندرسن اشاره کرد. در ۱۹۹۰، فیلم به عنوان اثری فرهنگی و از لحاظ زیبایی‌شناختی، مهم تشخیص داده شده و توسط کتابخانه کنگره در فهرست ملی ثبت فیلم قرار گرفت.